# Campeonato Africano das Nações de 1957
O Campeonato Africano das Nações (português angolano), Taça das Nações Africanas (português europeu) ou Copa Africana de Nações (português brasileiro) de 1957 foi a 1ª edição do torneio organizado pela Confederação Africana de Futebol (CAF), realizada em Cartum, no Sudão.

## Origem e desqualificação sul-africana
A origem da Copa Africana de Nações data de junho de 1956, altura em que a criação da Confederação Africana de Futebol foi proposta durante o terceiro congresso da FIFA, em Lisboa. Havia planos imediatos para a realização de um torneio continental e, em fevereiro de 1957, a primeira Copa Africana de Nações foi realizada em Cartum, no Sudão. Não havia qualificação para esse torneio, sendo ele composto pelas quatro nações fundadoras da CAF (Egito, Sudão, Etiópia e África do Sul). A insistência da África do Sul em selecionar apenas jogadores brancos para seu plantel devido ao apartheid, regime no qual não permitia uma equipe multirracial, culminou em sua desqualificação e como consequência a Etiópia avançou automaticamente para a final.

## Seleções classificadas
| País          | Participação | Melhor resultado |
| ------------- | ------------ | ---------------- |
| Sudão         | 1°           | Estreante        |
| África do Sul | 1°           | Estreante        |
| Egito         | 1°           | Estreante        |
| Etiópia       | 1°           | Estreante        |

## Fase final
|  | Semifinal                | Semifinal |   |  | Final                    | Final |  |
|  |                          |           |   |  |                          |       |  |
|  | 10 de fevereiro – Cartum |           |   |  |                          |       |  |
|  | Sudão                    | 1         |   |  |                          |       |  |
|  | Egito                    | 2         |   |  |                          |       |  |
|  |                          |           |   |  |                          |       |  |
|  |                          |           |   |  | 15 de fevereiro – Cartum |       |  |
|  |                          |           |   |  | Egito                    | 4     |  |
|  |                          | Etiópia   | 0 |  |                          |       |  |
|  |                          |           |   |  |                          |       |  |
|  |                          |           |   |  |                          |       |  |
|  |                          |           |   |  |                          |       |  |
|  | 10 de fevereiro – Cartum |           |   |  |                          |       |  |
|  | Etiópia                  |           |   |  |                          |       |  |
|  | África do Sul            |           |   |  |                          |       |  |

### Semifinais
| 10 de fevereiro | Sudão         | 1 – 2     | Egito                                | Estádio de Cartum, Cartum                                |
|                 | Al-Bashir 58' | Relatório | Ateya Helmy 21' (pen.) · El-Diba 72' | Público: 30 000 espectadores Árbitro: ETH Gebeyehu Doube |

| 10 de fevereiro | Etiópia | W.O. | África do Sul |  |
|                 |         |      |               |  |

### Final
| 15 de fevereiro | Egito                    | 4 – 0     | Etiópia | Estádio de Cartum, Cartum                                  |
|                 | El-Diba 2', 7', 68', 89' | Relatório |         | Público: 30 000 espectadores Árbitro: SUD Mohammed Youssef |

| Campeonato Africano das Nações de 1957 |
| -------------------------------------- |
| Egito Campeão (1.º título)             |